# Мићо Матовић
Милосав Мићо Матовић (Добраче, код Ариља, 17. јул 1918 — Бристови, код Бугојна, 13. јул 1942)  био је учесник Народноослободилачке борбе и народни херој Југославије.

## Биографија
Рођен је 17. јула 1918. у селу Добраче, код Ариља. Потицао је из богате сељачкe породице Војислава Матовића. Основну школу је завршио у родном селу, а ниже разреде у Ужицу. Потом је похађао Учитељску школу у Ужицу, Јагодини и Шапцу.
Као ученик Учитељске школе прикључио се револуционарном омладинском покрету. У ужичкој учитeљској школи тих година деловао је јак омладински покрет, а неки од ученика ове школе били су браћа Ђурић — Љубодраг и Желимир, као и Дринка Павловић и др. Након завршетка Учитељске школе, 1938. своје прво учитељско место је добио у Македонији. Следеће 1939. године премештен је у родни крај у село Брезова, код Ивањице.
Исте године по премештају у Брезову, примљен је у чланство Комунистичке партије Југославије (КПЈ). Наредне [1940. у Брезови је формирао прву партијску организацију, а убрзо потом је био формиран и Срески комитет КПЈ за Ивањицу и Мићо је постављен за његовог секретара. У годинама пред почетак Другог светског рата, активно је политички радио на терену моравичког краја — формирао је месне организације Савеза комунистичке омладине Југославије (СКОЈ) и Комунистичке партије. Такође је политички деловао и међу народом, с обзиром да је као учитељ у сеоској средини уживао велики углед. Његова политичка активност, није остала непримећена од стране полиције, па је више пута био привођен и малтретиран. Био је под сталним надзором полиције.
Након окупације Југославије, током јула 1941. године, био је један од организатора устанка у моравичком крају. На Клековици је 5. августа 1941. учествовао у формирању Моравичке партизанске чете, која је била у саставу Ужичког партизанског одреда „Димитрије Туцовић”. Као секретар Среског комитета, Мићо се током устаничких дана у лето 1941. године кретао са Моравичком четом и одржавао народне зборове и органзовао Народноослободилачке одборе у околини Ивањице.
Када су четници Боже Јаворског, 8. октобра изненада напали партизане и заузели Ивањицу и Ариље, Мићо се заједно са Моравичком четом повукао у Ужице. Од Врховног штаба НОПО Југославије тражио је да се партизани обрачунају са самозваним четничком војводом Божом Јаворским. Врховни штаб је то одбио, како се не би ушло у отворену конфронтацију са четницима Драже Михаиловића, али након што се Дража Михаиловић одрекао Боже Јаворског, партизани су 18. октобра 1941. ослободили Ивањицу и Ариље од четника.
У ослобођеној Ивањици, Мићо се затекао и 2. новембра 1941. када су ово место напали четници Драже Михаиловића и нанели партизанима знатне губитке. Том приликом страдао је Стеван Чоловић, политички комесар Ариљске чете. Након овога Мићо је прешао у  Ужице, где је био на политичком раду. У току завршнице Прве непријатељске офанзиве и пада Ужичке Републике, децембра 1941. заједно са Милинком Кушићем је радио на организовању повлачења партизанских снага из западне Србије у Санџак.
Приликом реорганизације партизанских снага из западне Србије и Шумадије, крајем децембра 1941. године, био је постављен за заменика политичког комесара Другог ужичког батаљона. Иако је био слабог здравља и туберкулозан, успео је да издржи све ратне напоре током зиме 1941/42. године — повратак свог батаљона на терен Ариља и Ивањице, тешке борбе са четницима и недићевцима, поновни повратак у Санџак, борбе са четницима Боже Јаворског, као и тешке маршеве од Златара до Чајнича. Када је 1. марта 1942. године формирана Друга пролетерска ударна бригада Мићо је био постављен за партијског руководиоца у Првом ужичком батаљону.
Са Другом пролетерском бригадом учествовао је у борбама са четницима у источној Босни — око Рогатице, Власенице и Сребренице и потом у борбама са Италијанима код Чајнича и Горажда. Учествовао је у тешким борбама са четницима на Дурмитору и у италијанско-четничким снагама на Живњу. Потом је учествовао у борбама током похода пролетерских бригада у Босанску крајину.
Приликом покрета Друге пролетерске бригаде у долину Врбаса, према Бугојну. Први ужички батаљон је 13. јула 1942. године стигао на планину Калин и сместио се у једној кући на коси изнад села Бристови. Усташе у Бугојну су добиле информацију о наиласку партизана и отпочеле минобацачима да гађају село Бристови. У кући у којој се сместио Штаб, Мићо је одржавао партијски састанак штапске ћелије на коме се говорило о држању бораца и јединица од почетка марша за Боснаску крајину. На самом почетку састанка, једна од првих граната погодила је кућу где се одржавао састанак. Мићо је био тешко рањен и убрзо је преминуо. Том приликом тешко је рањен и борац Обрен Чекеревац, као и један нови борац, који је тек дошао у бригаду.
Указом Президијума Народне скупштине ФНР Југославије 20. децембра 1951. проглашен је за народног хероја.
Основна школа у селу Катићима, код Ивањице, која је матична школа за још неколико околних села — Брезова, Мочиоци, Равна гора и Шареник, носи име Миће Матовића, који је некада био учитељ у школи у Брезови. Такође, име Миће Матовића носе улице у Ариљу и Ивањици. У центру Ивањице, 1975. године постављена му је спомен-биста рад Р. Будисављевића.

## Галерија
- Споменик палим борцима у Ариљу
- Споменик Револуцији у Ивањици
- Спомен-биста у Ивањици
- Спомен-биста у Ивањици
- Орден народног хероја